# جمال المنير
جمال المنيّر (19 يناير 1982 - ) ممثل سوري ومُدرس في المعهد العالي للفنون المسرحية، بدأ التمثيل في المسرح الجامعي قبل دخوله المعهد العالي للفنون المسرحية في دمشق، حصل على إجازة في الفنون المسرحية (قسم التمثيل) عام 2007.
شارك في مسلسل زمن البرغوت 2 (مسلسل) بدور رشدي، وشارك في مسلسل عمر بن الخطاب بشخصية القائد رستم.